# Перетворення Хаусхолдера
Перетворення Хаусхолдера (оператор Хаусхолдера) — лінійне перетворення {\displaystyle \ H_{u}} векторного простору {\displaystyle \ V}, що описує його віддзеркалення (симетрію) щодо гіперплощини, яка проходить через початок координат.
Було запропоноване в 1958 американським математиком Елстоном Скотом Хаусхолдером.
Застосовується в лінійній алгебрі для QR-розкладу матриці.

## Визначення
Якщо гіперплощина описується одиничним вектором {\displaystyle \ u}, що є ортогональним до неї; та {\displaystyle \langle \cdot ,\cdot \rangle } — скалярний добуток в {\displaystyle \ V}, тоді
{\displaystyle \ H_{u}(x)=x-2\langle x,u\rangle u} — оператор Хаусхолдера.
Матриця Хаусхолдера має вигляд:
{\displaystyle \ H=I-2uu^{*}.}

## Властивості
- Матриця Хаусхолдера є ермітовою: {\displaystyle \ H=H^{*}.}
- Матриця Хаусхолдера є унітарною: {\displaystyle \ H^{*}H=I.}
- Отже вона є інволюцією: {\displaystyle \ H^{2}=I.}.
- Перетворення {\displaystyle \ H_{u}(x)} відображає точку {\displaystyle \ x} в точку {\displaystyle \ x-2\langle u,x\rangle u.}
- Матриця Хаусхолдера має одне власне значення рівне -1, що відповідає власному вектору {\displaystyle \ u}, усі інші власні значення дорівнюють (+1).
- Визначник матриці Хаусхолдера дорівнює -1.
- Перетворення Хаусхолдера в метричному просторі зберігає відстані[джерело?].